# ヴィッラ・ダルメ
ヴィッラ・ダルメ（伊: Villa d'Almè  ( 音声ファイル)）は、イタリア共和国ロンバルディア州ベルガモ県にある、人口約6,600人の基礎自治体（コムーネ）。

## 地理

### 位置・広がり
ベルガモ県のコムーネ。県都ベルガモから北西へ7km、州都ミラノから北東へ46kmの距離にある。

#### 隣接コムーネ
隣接するコムーネは以下の通り。
- アルメ
- アルメンノ・サン・サルヴァトーレ
- セドリーナ
- ソリーゾレ
- ウビアーレ・クラネッツォ

### 地震分類
イタリアの地震リスク階級 (it) では、3 に分類される
。

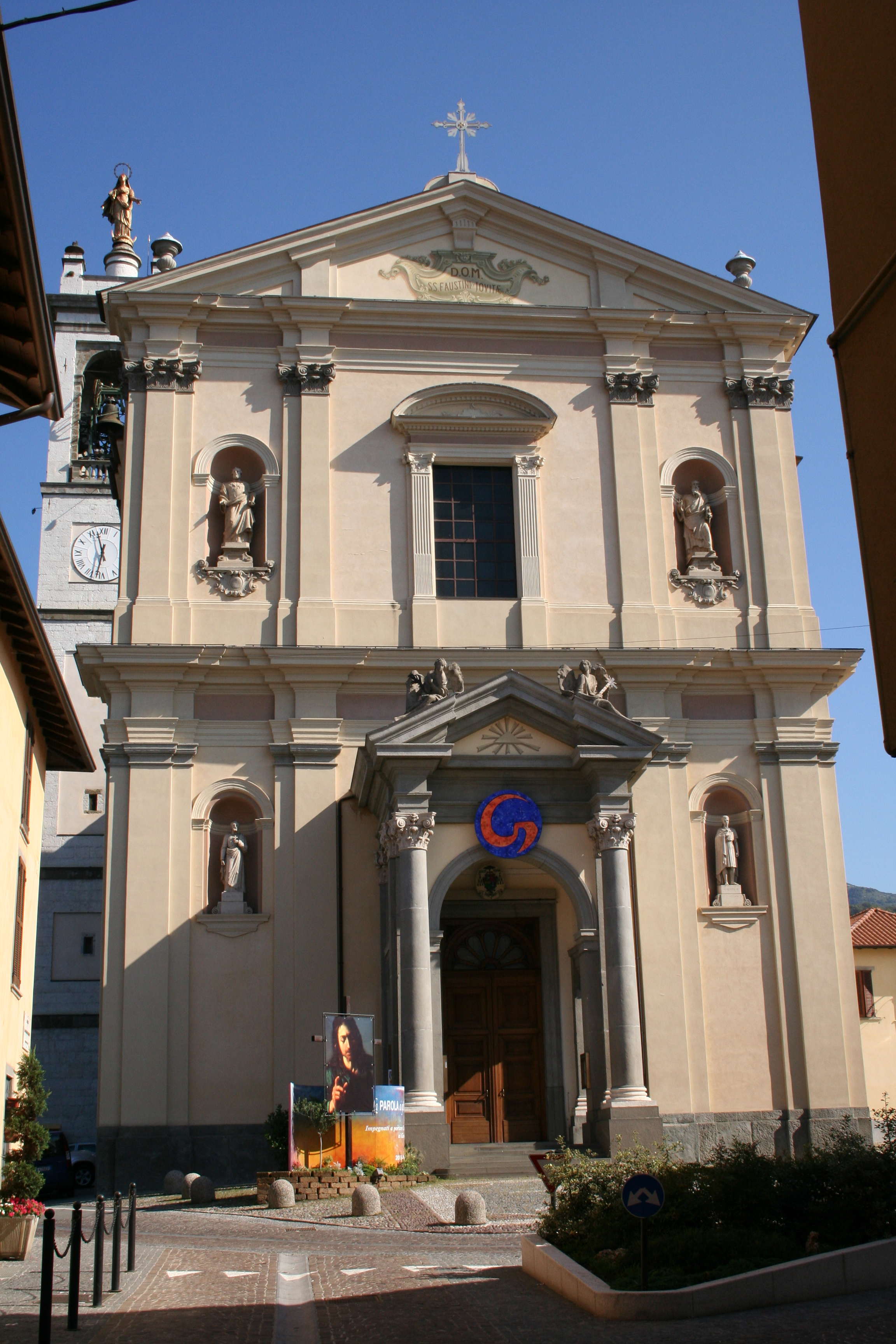
教区教会